# Božidar Vujanović
Božidar Vujanović (en serbe cyrillique : Божидар Вујановић ; né le 8 septembre 1930 à Smederevo et mort le 11 mars 2014 à Belgrade) est un savant serbe. Il est professeur de mécanique théorique et de mécanique appliquée et membre de l'Académie serbe des sciences et des arts.

## Biographie
Božidar Vujanović étudie à la faculté des sciences de la nature et de mathématiques de l'université de Belgrade, dans le département de mécanique ; il en sort avec un doctorat obtenu en 1963. De 1957 à 1963, il est assistant à la faculté de génie mécanique de cette université. À partir de 1963, il s'installe à Novi Sad et enseigne la mécanique à la faculté de technologie de l'université de la ville ; il est nommé professeur en 1972 et reste dans cette université jusqu'à sa retraite en 1995.
De 1967 à 1969, Božidar Vujanović s'installe aux États-Unis, où il est attaché de recherche à l'université du Kentucky. En 1977 et 1978, il séjourne au Japon en tant que professeur invité de l'université de Tsukuba et, en 1984, il passe six mois en tant que professeur invité à l'université Vanderbilt de Nashville. Il s'intéresse alors, entre autres, à la théorie et à l'application du principe de variation et à ses applications dans la conservation et de la non conservation dans les systèmes dynamiques, à la théorie de la conductivité thermique et à la théorie du contrôle optimal, de l'oscillation non linéaire d'éléments aléatoires.
Le 26 novembre 2000, il est élu membre de l'Académie serbe des sciences et des arts et, en 2009, membre étranger de l'Académie des sciences de Turin.